# Hradiště Burgstadt
Hradiště Burgstadt (Holzburg) je pozůstatek prehistorického sídliště v obci Vojkovice v okrese Karlovy Vary, chráněný jako nemovitá kulturní památka. Nachází se na kopci ležícím jižně od obce mezi železniční tratí a Ohří, pod soutokem potoka Bystřice a Ohře. Jedná se o z dálky viditelný ostroh (kóta 370 m). Kdysi toto hradiště také nazývali Holzburg, dřevěný hrad. Je to kulturní památka rejstříkové č. ÚSKP 36579/4-1133 - hradiště Burgstadt, památkově chráněna od 3. května 1958.